# Linda Benedikt
Linda Benedikt (* 1972 in München) ist eine deutsche Autorin, Journalistin, Redakteurin und Illustratorin.

## Leben
Linda Benedikt studierte Politik (BA) sowie Moderne hebräische Literatur, The history of Zionism, im Rahmen ihres Master Programms Israeli and Jewish Diaspora Studies (MA) der School of Oriental and African Studies, London.
Sie arbeitete lange Zeit als freie Journalistin, unter anderem für die Wiener Zeitschrift Die Gemeinde, für die Tageszeitung Der Standard, Wien, für Die Abendzeitung, München, den Münchner Merkur München, den Forward, New York, für die Süddeutsche Zeitung, München, für Jewish Quarterly, London und für das kulturpolitische Magazin (online und print) Die Gazette, München. Sie ist Gastautorin der Reihe 10 nach 8 bei der ZEIT. Sie ist eine vehemente Kritikerin der israelischen Politik gegenüber Palästina und besonders der Haltung Deutschlands gegenüber dem israelischen Staat. Linda Benedikt ist die Enkeltochter von Robert Lembke, über dessen von den deutschen Nationalsozialisten verfolgten jüdischen Familie sie in dem Artikel Eine herzzersplitternde Traurigkeit schrieb. An dem Dokumentarfilm Robert Lembke – Wer bin ich? über ihren Großvater Robert Lembke (2025) wirkte sie als Zeitzeugin und als Illustratorin mit.

## Politisches Engagement
2010 schrieb Linda Benedikt zusammen mit der deutsch-israelischen Schauspielerin und Sängerin Nirit Sommerfeld das politische Musikkabarett Reality Check, das den Umgang mit dem Nahostkonflikt in Israel thematisiert. Die israelische Besatzung Palästinas wird als völkerrechtswidrig kritisiert. Seit 2010 tritt Linda Benedikt mit diesem Bühnenprogramm im Duo mit Nirit Sommerfeld auf. Basis für das Theaterstück waren Benedikts Recherchen in Israel, der besetzten Westbank und Ostjerusalem in den Jahren 2008/2009.

## Bücher
- Gedanken über die Liebe und andere Absurditäten. Franz Schiermeier Verlag, München 2006, ISBN 3-9809147-8-X.
- Yitzhak Rabin. Haus Publishing, London 2006, ISBN 1-904950-06-X.
- Rezepte der Münchner Tafel. Franz Schiermeier Verlag, München 2007, ISBN 978-3-9811425-4-9.
- Israel, a love that was: die Geschichte einer Entzauberung. AphorismaA Verlag, Berlin 2012, ISBN 978-3-86575-029-7.
- Eine kurze Geschichte vom Sterben. Erzählung. Arche Literatur Verlag, Hamburg/Zürich 2013, ISBN 978-3-7160-2704-2.
- Der Rest ihres Lebens. Roman. Arche Literatur Verlag, Hamburg/Zürich 2015, ISBN 978-3-7160-2732-5.
- Katzen duschen nie! Geschichten. Arche Literatur Verlag, Zürich/Hamburg 2016, ISBN 978-3-7160-2752-3.
- Israel, Vom Scheitern einer Utopie. Editierte Neuauflage. Franz Schiermeier Verlag, München 2021, ISBN 978-3-948974-09-1 ‎